# Тёмная Лига Справедливости (мультфильм)
Темная Лига Справедливости (англ. Justice League Dark) — мультипликационный фильм, выпущенный сразу на видео и основанный на комиксе о супергероях DC Comics «Тёмная Лига Справедливости» Питера Миллигана. Является двадцать седьмым в линейке Оригинальных анимационных фильмов вселенной DC (предыдущий — «Бэтмен: Убийственная шутка», следующий — «Юные Титаны: Контракт Иуды») и вторым, получившим рейтинг R. Премьера фильма состоялась 24 января 2017 года. А также была опубликована на канале The CW как минимум 2 раза.

## Сюжет
В Метрополисе, Готэм-Сити и Вашингтоне происходят убийства, приписываемые демонам. За расследование берётся Бэтмен. В своём особняке он находит сообщение от Бостона Брэнда по прозвищу Мертвец — одно слово: «Константин». Экзорцист Джон Константин и демон Этриган, скрывающийся под личностью Джейсона Блада, пытаются выиграть в карты у трёх демонов драгоценный камень Дримстоун. Бэтмен с волшебницей Затанной и Мертвецом приходят в Дом Тайн, чтобы проконсультироваться с Константином. К ним присоединяется Чёрная Орхидея — духовное воплощение Дома. Группа собирается поделиться информацией и сформировать команду для расследования.
Константин и Затанна навещают своего друга Ричи Симпсона. Он болен раком и зол на Константина. Экзорцист и Затанна узнают о неизвестном существе, носящим странное кольцо. Внезапно на них нападает монстр, но Затанна убивает его. Команда возвращается к Ричи и находит его в коме. Джейсон Блад рассказывает о колдуне по имени Судьба, который много веков назад пытался захватить Англию с помощью Дримстоуна. Джейсон пытался расколоть камень и был смертельно ранен колдуном, однако Мерлин связал его с демоном Эриганом и подарил бессмертие. В это время Ричи ненадолго просыпается, чтобы заявить, что его пытался убить Феликс Фауст.
С помощью Болотной твари команда Константина обнаруживает убежище Фауста. Затанна побеждает волшебника, но тот оказывается не виновен в покушении на Ричи. Ричи пробуждается и обнаруживается, что у него есть часть Дримстоуна, которую он использовал, чтобы не дать распространиться раку. Он уничтожает Чёрную Орхидею и выпускает из Дримстоуна колдуна, который завладевает телом Симпсона. Судьба разрушает Дом Тайн и собирается захватить контроль над США. Затанна спасает команду. Лига Справедливости пытается бороться с Судьбой, но он заставляет их воспринимать друг друга враждебными демонами. Этриган атакует Судьбу, но тот отделяет его от сущности Джейсона Блада. Константин и Болотная тварь сражаются с колдуном, пока Бэтмен и Затанна обезвреживают Лигу Справедливости. Судьба побеждает Болотную тварь, удалив останки Алекса Холланда из его тела.
Константин, Бэтмен и Джейсон Блад разрушают Дримстоун и Судьба отпускает Ричи. Симпсон просит экзорциста помочь ему, но тот отказывается. Джейсон погибает от ран, нанесённых ему столетья назад. Затанна, Константин и Этриган хоронят Блада, после чего демон удаляется. Затанна и Константин присоединяются к Лиге Справедливости и возвращаются в восстановленный Дом Тайн.

## Роли озвучивали
- Джон Константин — Мэтт Райан
- Затанна — Камилла Ладдингтон
- Джейсон Блад/Этриган — Рэй Чейз
- Чудо-женщина — Розарио Доусон
- Бэтмен — Джейсон О’Мара
- Супермен — Джерри О’Коннелл
- Мерлин — Джейби Бланк
- Феликс Фауст — Энрико Колантони
- Алекс Холланд/Болотная Тварь, Зелёный Фонарь — Роджер Р. Кросс
- Ричи Симпсон — Джереми Дэвис
- Судьба — Альфред Молина
- Чёрная Орхидея — Коллин О’Шонесси
- Бостон Брэнд/Мертвец — Николас Туртурро

## Саундтрек
Саундтрек к фильму выпущен 14 февраля 2017 студией «La-La Land Records».

### Список композиций
| Номер | Название трека                                  |
| ----- | ----------------------------------------------- |
| 01    | Justice League Dark — Suite                     |
| 02    | Demon City / Hallucination Murders              |
| 03    | Main Title (Justice League Dark)                |
| 04    | Constantine And Etrigan Battle The Demons Three |
| 05    | Deadman’s Story                                 |
| 06    | Demon Tornado                                   |
| 07    | Orchid And The House Of Mystery                 |
| 08    | Walk On The Dark Side / Ritchie & Shrouds       |
| 09    | Acid Monster Attacks                            |
| 10    | Cheating The Shrouds                            |
| 11    | Dreamstone Battle And Soul Merger               |
| 12    | The Locating Needle                             |
| 13    | Swamp Thing                                     |
| 14    | Faust Fights Etrigan                            |
| 15    | Zatanna Fights For Her Voice                    |
| 16    | Zatanna Enraged                                 |
| 17    | Orchid And The Fire                             |
| 18    | Destiny Returns                                 |
| 19    | Protecting Zatanna / City Of Nightmares         |
| 20    | Etrigan Battles Destiny                         |
| 21    | Swamp Thing vs. Destiny                         |
| 22    | Constantine And Deadman vs. Destiny             |
| 23    | Returning Home                                  |

## Номинации
2018 — Номинация на премию «Motion Picture Sound Editors»